# Concurrence déloyale (film)
Pour plus de détails, voir Fiche technique et Distribution.
Concurrence déloyale (Concorrenza sleale) est un film franco-italien réalisé par Ettore Scola, sorti en 2001.

## Synopsis
1938, en Italie, deux commerçants en confection, concurrents et voisins, se détestent et passent le plus clair de leur temps à se faire de mauvais coups et à se chamailler. La police parvient difficilement à les calmer. Leur rivalité est stimulée par le côté psychorigide de l'un et par la mauvaise foi caractérielle de l'autre.
Les familles des deux belligérants tentent par tous les moyens de les amadouer, mais leurs conflits dégénèrent parfois en bagarres de rue. Et cela bien que les garçons des familles rivales soient les meilleurs amis du monde et que la fille de l'un tombe amoureuse du fils de l'autre

## Fiche technique
- Titre original : Concorrenza sleale
- Titre français : Concurrence déloyale
- Réalisation : Ettore Scola
- Scénario : Ettore Scola, Furio Scarpelli, Silvio Scola et Giacomo Scarpelli
- Photographie : Franco Di Giacomo
- Musique : Armando Trovajoli
- Production : Franco Committeri
- Pays d'origine :  Italie |  France
- Format : couleurs
- Genre : drame, guerre
- Date de sortie : 2001

## Distribution
- Diego Abatantuono : Umberto Melchiorri
- Sergio Castellitto : Leone DellaRocca
- Gérard Depardieu : Professor Angelo
- Antonella Attili : Giuditta DellaRocca
- Claudio Bigagli : Commissario Collegiani
- Elio Germano : Paolo Melchiorri
- Jean-Claude Brialy : Nonno Mattia DellaRocca
- Claude Rich : Comte Treuberg